# Rivals
Rivals – trzeci album studyjny holenderskiej grupy rockowej Kensington. Ukazał się w 2014, a w Polsce w lutym 2015 r., wydany przez Universal Music.

## Lista utworów
| 1.  | "Streets "              | 3:07  |
|     |                         |       |
| 2.  | "All for Nothing "      | 4:50  |
|     |                         |       |
| 3.  | "Done with It"          | 3:22  |
|     |                         |       |
| 4.  | "System"                | 3:25  |
|     |                         |       |
| 5.  | "Riddles"               | 3:28  |
|     |                         |       |
| 6.  | "War"                   | 2:57  |
|     |                         |       |
| 7.  | "Don't Walk Away"       | 3:31  |
|     |                         |       |
| 8.  | "Little Light "         | 5:07  |
|     |                         |       |
| 9.  | "Words You Don't Know " | 3:50  |
|     |                         |       |
| 10. | "Rivals"                | 5:00  |
|     |                         |       |
|     |                         | 38:37 |
|     |                         |       |